# Войцеховичи
Войтеховичи (Войтеховичи; пол. Wojciechowiczowie) — дворянский род.
Потомство Ивана Войтеховича, обывателя Седневского († 1673)

## Описание герба
В голубом поле пятиконечный крест, сопровождаемый снизу подковой.
Щит увенчан дворянскими шлемом и короной. Намёт голубой, подбитый серебром.